# Домбрувка (Любартівський повіт)
Домбрувка (пол. Dąbrówka) — село в Польщі, у гміні Камйонка Любартівського повіту Люблінського воєводства.
Населення — 99 осіб (2011).
У 1975-1998 роках село належало до Люблінського воєводства.

## Демографія
Демографічна структура станом на 31 березня 2011 року:
|          | Загалом | Допрацездатний вік | Працездатний вік | Постпрацездатний вік |
| -------- | ------- | ------------------ | ---------------- | -------------------- |
| Чоловіки | 50      | 7                  | 38               | 5                    |
| Жінки    | 49      | 9                  | 28               | 12                   |
| Разом    | 99      | 16                 | 66               | 17                   |